# Louis Gaspard Adrien van Limburg Stirum
Louis Gaspard Adrien graaf van Limburg Stirum (Groningen, 10 januari 1802 – Arnhem, 30 augustus 1884) was een Nederlands politicus.
Van Limburg Stirum was een negentiende-eeuwse officier en bestuurder met een lange staat van dienst. Na een officiersloopbaan werd hij grietman van Kollumerland en in 1840 lid van de Dubbele Kamer. In 1848 benoemde Willem II hem tot Eerste Kamerlid als voorstander van herziening van de Grondwet. Als een van de weinige keerde hij na 1849 terug in de Senaat. Nadat Van der Oudermeulen daarvoor had bedankt, werd hij tot Eerste Kamervoorzitter benoemd. Vervolgens werd hij Commissaris des Konings in Groningen en in Gelderland. Na zijn aftreden als Commissaris keerde hij terug in de Senaat. Als telg van een voornaam adellijk geslacht vervulde hij diverse hoffuncties.

## Huwelijk en kinderen
Van Limburg Stirum was een zoon van Otto Ernst Gelder graaf van Limburg Stirum, heer van de Wildenborch (1752-1826) en Maria Albertina von Manell (1772-1850). Hij trouwde in 1826 te Oudwoude met Cecilia Johanna van Scheltinga (1801-1863), dochter van Martinus van Scheltinga en Catharina Louisa Antoinetta Anna barones du Tour van Bellinchave. Het echtpaar kreeg zeven kinderen:
- Otto Ernst Gelder van Limburg Stirum (1828-1879), trouwde met Isabella Antonia Lucretia van Welderen Rengers.
- Martinus van Limburg Stirum (1830-1897), trouwde met Johanna Maria Anna Mathilda van Pallandt.
- Samuel John van Limburg Stirum (1832-1926), trouwde met Marie Henriette Willink.
- Albertina Maria van Limburg Stirum (1835-1889), trouwde met Willem van Heeckeren van Kell.
- Catharina Constantia Wilhelmina van Limburg Stirum (1834-1871), trouwde met Daniel Maximiliaan Marie van Hangest d'Yvoy.
- Constantijn Willem van Limburg Stirum (1837-1905), trouwde met Maria Catharina van Wickevoort Crommelin.
- Cecilia Johanna van Limburg Stirum (1839-1930), trouwde met Hendrik Willem Jacob van Tuyll van Serooskerken.

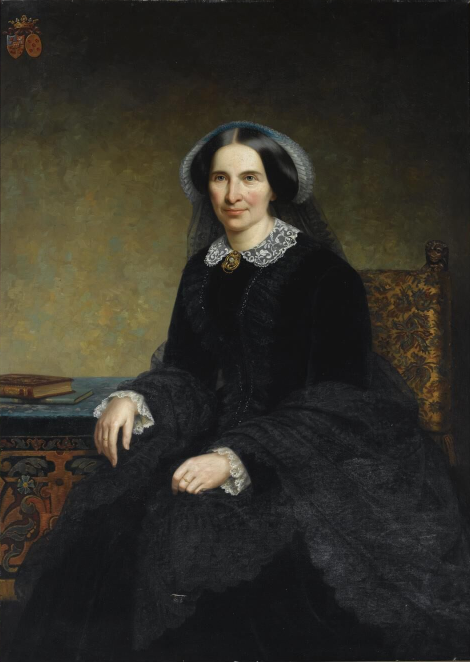
Portret van Cecilia Johanna van Scheltinga, geschilderd door Barend Leonardus Hendriks.